# Despertar nacional da Lituânia
O Despertar Nacional da Lituânia (em lituano: Lietuvių tautinis atgimimas) foi um período da história da Lituânia no século XIX em que uma parte importante do território habitado pelos lituanos pertencia ao Império Russo (decorrente das Partilhas da República das Duas Nações pelo Império Russo). Esse período teve como importante traço o aumento da auto-determinação dos lituanos, que levou à formação da nação moderna lituana e culminou com a Declaração de Independência da Lituânia, que veio a se tornar um estado independente. Os participantes mais ativos do renascimento nacional foram Vincas Kudirka, Jonas Basanavičius e outros. O período em grande parte corresponde à ascensão do Nacionalismo romântico e outros despertares nacionais da Europa do século 19.
O Despertar foi precedido por um curto período de início no século XIX conhecido como o Renascimento Samogiciano, liderado pelos estudantes da Universidade de Vilnius Simonas Daukantas e Stanevičius Simonas, entre outros. O mais recente episódio nacionalista lituano está relacionado com o movimento ocorrido na secessão dos países bálticos da União Soviética, episódio denominado Revolução Cantada.

## Status da Língua Lituana

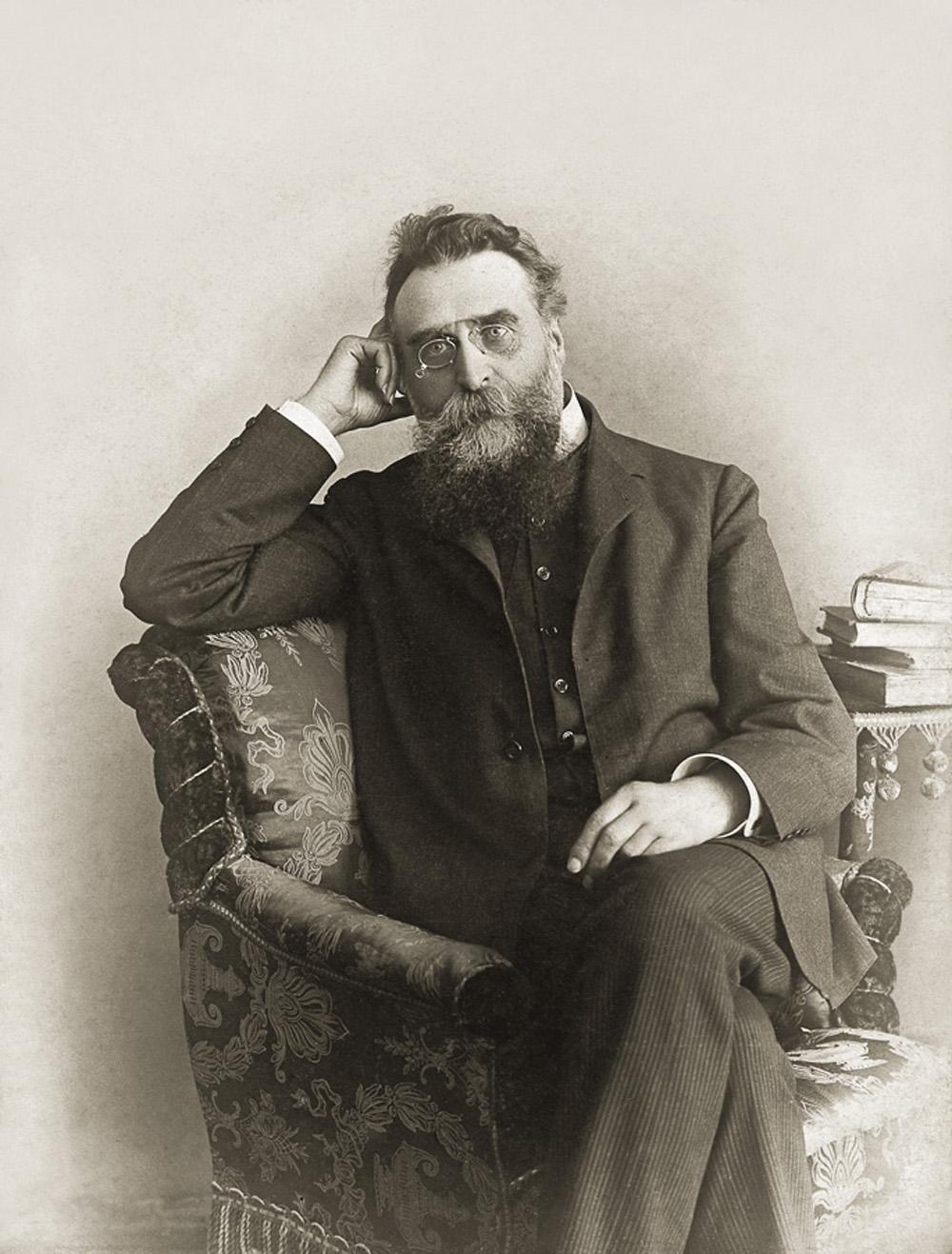
Jonas Basanavičius, um dos principais expoentes do Despertar Lituano.

Devido a um longo período de compartilhamento de instituições e nacionalidade entre os Polacos e os Lituanos, além da intensa política de Russificação adotada pelo Império Russo, uma grande parte da nobreza lituana tornou-se polonizada, fazendo com que a língua lituana fosse apenas falada pela classe média/baixa do país, e mesmo assim, muitas das pessoas que pertenciam às classes sociais menos favorecidas tendiam a usar a língua polaca e ver seu uso como um sinal de desenvolvimento do país. O Lituano era usado principalmente na comunicação oral e não era visto como presitigioso o suficiente para o uso escrito. Entretanto, algumas famílias da nobreza menor da região de Samogícia continuavam a utilizá-lo, apesar da língua não ser mais padronizada gramaticalmente e de haver uma grande diferença entre o lituano falado entre as regiões do país, criando dialetos como o Samogício. Havia, durante o final do século XIX, projeções e expectativas que apontavam que o Lituano viria a se tornar uma língua morta, visto que os territórios que correspondem ao leste da atual Lituânia e o oeste da Bielorrússia estavam passando por um processo de forte eslavizações, limitando o lituano às regiões rurais próximas à costa do Mar Báltico (Lituânia Menor). Mesmo ali, um forte fluxo imigratório de alemães ameaçou a continuidade da cultura prusso lituana e da língua lituana.
Vários fatores contribuíram para o renascimento da Língua Lituana: o crescimento da linguística comparativa, a Abolição da Servidão no Império Russo em 1863, que gerou maior mobilidade social e a criação de uma classe intelectual própria no país. Tudo isso fez com que o Lituano ficasse associado com a identidade do país dentro e fora de suas fronteiras. Na Igreja Católica, as barreiras que impediam os cidadãos comuns de ingressarem em seminários e monastérios foram se tornando mais flexíveis. À medida que a composição do clero lituano foi se tornando mais rural, aumentou também a relação de proximidade da Igreja com os camponeses, o que facilitou a difusão da língua lituana. O crescente movimento nacionalista se preocupou em distanciar-se da hegemonia russa e polaca, tornando a língua própria do país um instrumento de resistência à dominação. 